# Chiesa rotonda
La Chiesa rotonda (bulgaro: Кръглата църква), nota anche come Chiesa dorata o Chiesa di San Giovanni, è una chiesa ortodossa di origine bizantina situata a Preslav, in Bulgaria, risalente agli inizi del X secolo.
La chiesa simboleggia la vittoria della cristianizzazione della Bulgaria in Europa - a differenza della chiesa di San Giorgio (Sofia), che simboleggia la vittoria del cristianesimo.
La chiesa testimonia il periodo della cosiddetta età d'oro della cultura bulgara (864-969), vale a dire il trasferimento della capitale da Pliska a Preslav, l'adozione del cristianesimo come unica religione di stato e l'introduzione dell'antica lingua bulgara come lingua liturgica.